# 2877 Likhachev
2877 Likhachev (1969 TR2) là một tiểu hành tinh vành đai chính được phát hiện ngày 8 tháng 10 năm 1969 bởi L. Chernykh ở Nauchnyj.